# Cyrtodactylus jaegeri
Cyrtodactylus jaegeri es una especie de gecos de la familia Gekkonidae.

## Distribución geográfica yhábitat
Es endémica de una zona kárstica del centro-oeste de Laos. Su rango altitudinal oscila alrededor de 170 m s. n. m..